# Kenny Roberts
Kenneth Leroy "Kenny" Roberts (Modesto, 31 de dezembro de 1951) é um ex-motociclista americano campeão por três vezes seguidas nas 500 cilindradas: 1978, 1979 e 1980. Em 1978, ele se tornou o primeiro americano a ser campeão nas 500 cilindradas. Ele é pai do motociclista Kenny Roberts Junior, campeão também nas 500 cilindradas em 2000, o primeiro pai e filho a conquistar o título na principal categoria.

## História nas pistas
Roberts fez um nome para si mesmo combatendo a dominante equipe de pista e terra da Harley-Davidson a bordo de um modelo de rua fabricado pela Yamaha, uma XS650 twin underpowered de 750CC no campeonato nacional Grand E.U, uma etapa que incluiu quatro estilos distintos. Roberts é um dos quatro pilotos na história da AMA a ganhar o AMA Grand Slam, o que representa vitórias nacionais e, categorias de uma milha, meia milha, em pista curta, TT e corrida de estrada. Ele compensou a falta de potência de sua moto com um destemido estilo de pilotagem. Este estilo foi destaque em 1975, quando competiu Roberts no Mile Indy Nacional a bordo de uma motocicleta de terra batida, uma Yamaha TZ 750 da estrada de dois tempos de corrida. Em uma moto que foi considerado sem condições para aquela pista, devido à sua excessiva potência, Roberts veio de trás dos dois tempos, e alcançou o duo da Harley-Davidson de Korky Keener e Jay Springsteen na última volta de uma das mais famosas vitórias, em pista de terra da história da American Racing. 
Em 1998, Kenny Roberts foi introduzido no Motorcycle Hall of Fame.